# 오다 노부타카 (1558년)

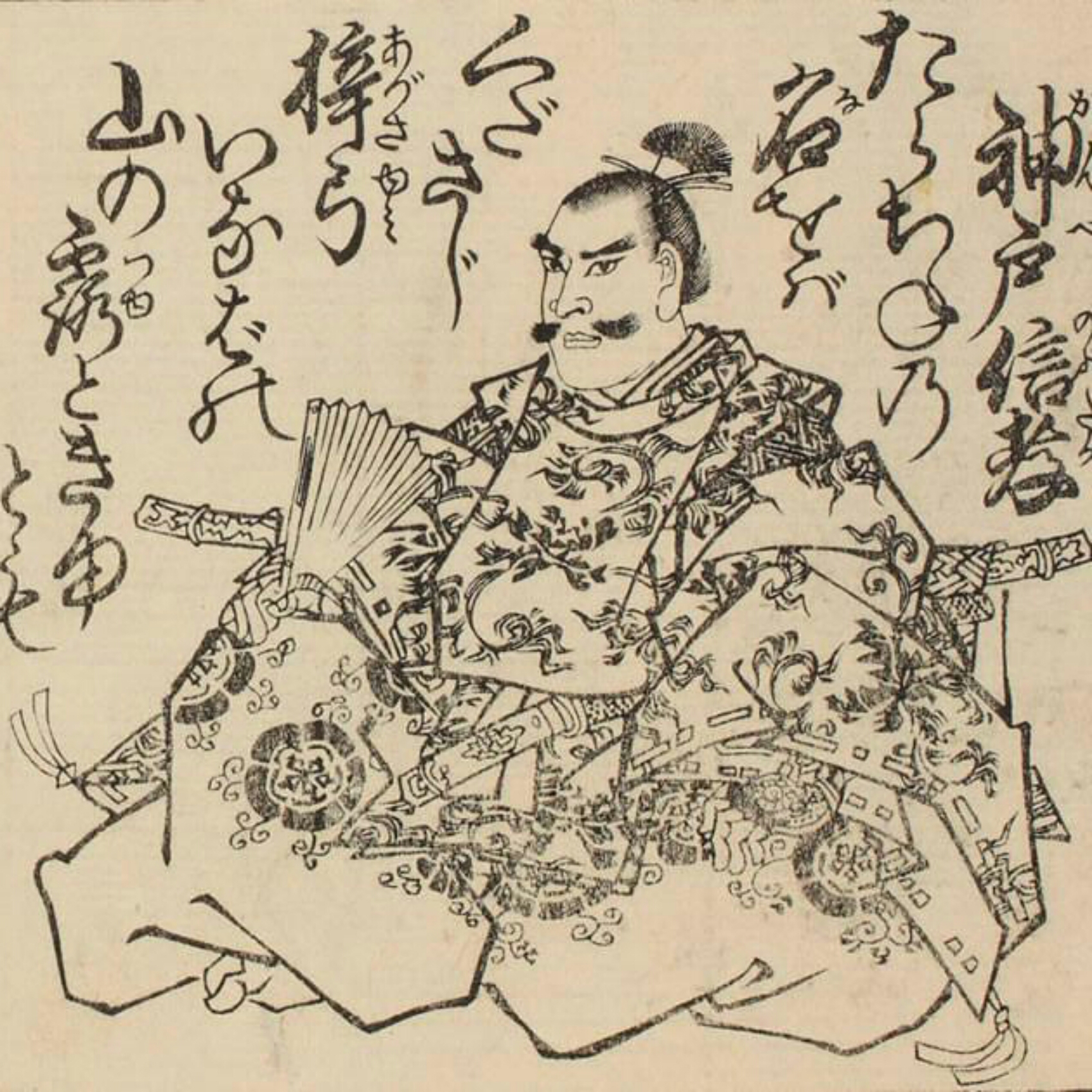
간베 노부타카 초상화

오다 노부타카/노부노리(일본어: 織田信孝, 1558년 ~ 1583년)는 아즈치모모야마 시대의 무장·다이묘이다. 이세(伊勢) 중부를 지배한 호족 간베 씨(神戸氏)를 이었기 때문에, 간베 노부타카/노부노리(神戸信孝)라고 칭했다.

## 생애

### 노부나가 생존 중
에이로쿠(永禄) 원년(1558년) 오다 노부나가(織田信長)의 3남으로 태어난다. 어머니는 측실인 사카 씨(坂氏), 이세 가부토 씨(鹿伏兎氏)의 서류 혹은 오와리(尾張) 센슈 씨(千秋氏)와 연고가 있다고 하였다. 실제로는 차남 오다 노부카쓰(織田信雄)보다 몇 일 전에 태어났으나, 어머니의 신분이 낮아서, 또 노부나가에게 보고하는 것이 늦었기 때문에 3남이 되었다고 하였다. 그러나 사카씨는 북 이세(北伊勢) 제일의 호족 세키 씨(関氏)의 서류 가부토 씨의 서류에 해당해, 결코 이코마 씨(生駒氏)보다 열등한 출신이 아니였다. 본래 형인 노부타카가 노부카쓰보다도 노부나가 사망 후에 오다 가문 일문의 필두에 상응했다고 하는 정적성의 강조를 위해, 혹은 형인 노부카쓰에게 반역한 것을 정당화하기 위한 의도적으로 창작된 이야기는 아닐까 라는 말이 전해지며, 실제로는 노부타카가 노부카쓰보다 후에 태어난 것은 아닐까 하고도 전해진다. 또, 노부타카의 탄생을 에이로쿠 원년(1558년) 4월 4일이라고 하는 설이 있다.
에이로쿠 11년(1568년), 노부나가가 이세 국을 평정한 때에, 항복한 간베 성(神戸城) 스즈카시(鈴鹿市)의 성주 · 간베 도모모리(神戸具盛)의 양자가 되어, 도모모리가 노부나가에 의해서 은거당한 후인 겐키(元亀) 3년(1572년)에 간베 씨를 계승하였다. 양자로 들어갔을 때에는 코우다 히코에몬(幸田彦右衛門)이 스승 역으로서 불여졌고, 노부나가의 가신에서 오카모토 다로에몬(岡本太郎右衛門), 사카 센사이(坂仙斎), 미야케 곤에몬(三宅権右衛門), 사카구치 누이노스케(坂口縫殿助), 야마시타 산에몬(山下三右衛門), 스에마쓰 기치자에몬(松吉左衛門), 다치키(立木), 가와무라(河村) 이하의 무사들이 노부타카에게 붙여졌다. 세키씨 일족인 세키·미네(峯)·고쿠후(国府)·가부토 씨등 모든 성씨(諸氏)가 요리키(与力)가 되었고, 이 외에 미네 다케에몬(峰竹右衛門), 야마지 단자에몬(山路段左衛門), 우에다 슈스이(上田主水), 노노겐 히코노스케(野々懸彦之進), 요시카와 규베에(吉川九兵衛), 오카모토 씨. 오와리 씨, 간베 씨, 야스이 씨(安井氏), 가니 씨(可児氏), 하야시 씨(林氏) 등의 사람들이 가신으로 나타났다. 상속 후에는 간베검지라고 불리는 검지를 행해, 성 아래에 라쿠이치라쿠자, 역참제를 구성하는 등 영지 경영에 힘을 기울여, 간베는 이세 참궁 가도의 숙소로서 크게 번성하였다.
덴쇼 2년(1574년)부터 덴쇼 3년(1575년)에 걸쳐, 이세 나가시마(伊勢長島) 잇코잇키 평정전, 에치젠(越前) 잇코잇키 평정전에 참가했다. 이세 나가시마에서의 전투에서는 기타바타케 노부카쓰(北畠信雄)와 함께 참진, 오사키 성(大崎城)을 공격하였다. 덴쇼 5년(1577년)의 기슈(紀州) 정벌, 같은 년 11월, 종오위하로 서임했다. 지주(侍従)에 임관했다. 덴쇼 6년(1578년) 아라키 무라시게(荒木村重) 토벌전에도 출진하였다. 행정관으로서의 활동도 있어, 덴쇼 8년(1580년)에는 무라이 사다카쓰(村井貞勝)를 보좌해서 재경해 긴리(禁裏)와의 교섭을 담당하였다. 같은 년 7월, 혼간지 교뇨(本願寺教如)가 퇴각할 때에 서사(誓詞)를 교환하기 위해, 노부나가를 쿄(京)에서 맞아들였다. 이 무렵 단바(丹波)·단고(丹後)를 소령으로 받은 것 같고, 단바슈, 단고슈에게 발행한 주고쿠(中国) 공격의 후레가키(触書)가 존재한다. 동시에 이세에서는 간베 성의 확장공사에 착수, 5층의 텐슈각(天守閣)과 다수의 망대를 가진 근세성곽을 완성시켰다. 가이 다케다 씨(武田氏)와의 전투에서도, 기소 요시마사(木曾義昌)가 다케다 가쓰요리(武田勝頼)에게 배반한 때에 중개를 행하는 등의 활약을 보였다.
덴쇼 10년(1582년)에 시코쿠(四国) 공격의 총사령관에 임명되어, 소령 북 이세, 가와와(河曲)·스즈카 2군의 15세부터 60세까지 이르는 나누시(名主)·백성을 동원, 로닌슈(牢人衆)를 불러들여, 이가(伊賀) · 고가(甲賀)·사카이(雑賀)의 타국 중도 모아서 원정군을 조직하였다. 부장에는 오다씨의 숙로(宿老) 니와 나가히데(丹羽長秀)와 사촌형제인 쓰다 노부스미(津田信澄)등이 붙여졌다. 또, 시코쿠 공략에 향할 때, 노부타카는 미요시 야스나가(三好康長)의 양자가 될 것이 결정되어, 간베 도모모리는 다시 간베씨의 당주로 취급받게 되었다. 그러나, 양자의 이야기는 파기되어, 이 때에 새롭게 일가를 일으켰다.

### 노부나가 사후
사카이(堺)에서 도해를 중비중이던 6월 2일에 혼노지의 변(本能寺の変)이 발발했으나, 도망병이 잇따랐기 때문에 적극적인 행동은 하지 못하고, 아케치 미쓰히데(明智光秀)의 사위이자 사촌형제인 츠다 노부스미를 살해한 정도였다.(그러나 노부스미가 혼노지의 변에 가담한 증거는 존재하지 않는다.)그 후, 셋쓰국(摂津国) 돈다(富田)에서 "주코쿠 대회군(中国大返し)"후의 하시바 히데요시(羽柴秀吉)군에 합류, 명목상의 총대장으로서 야마자키 전투(山崎の戦い)에 참가해, 원수인 아케치 미쓰히데를 격파했다.
노부나가의 애도 합전의 총대장이었음에도 불구하고, 기요스 회의(清洲会議)에서 오다가문의 후계자는 조카인 산보시(三法師)로 결정되었다. 노부타카는 산보시의 후견역으로서 형 노부타다의 영지였던 미노국(美濃国)을 받아, 기후성(岐阜城)의 성주가 되었다. 그 후, 히데요시와 대립한 시바타 가쓰이에(柴田勝家)에게 접근해, 가쓰이에와 숙모인 오이치노 가타(お市の方)와의 혼의를 중개했다. 이렇게 해 오다씨 숙로격인 시바타 가쓰이에 · 다키가와 가즈마스(滝川一益)등과 결탁하여, 같은 년 12월, 산보시를 옹립해 히데요시에 대해서 거병했다. 그러나 이 거병은 히데요시의 신속한 행동에 의해서 항복하지 않을 수 없게 되어, 인질을 내주고 산보시를 히데요시에게 인도했다.
텐쇼 11년(1583년), 시즈가타케 전투(賤ヶ岳の戦い)가 일어나자, 노부타카는 다시 거병했다. 그러나 형 · 노부카쓰에 의해 같은 년 4월에 거성인 기후성을 포위당했고, 의지했던 가쓰이에도 기타노쇼 성(北ノ庄城)에서 자결하자, 기후성을 개성하고 히데요시에게 항복했다.
노부타카는 오와리국 치타군(知多郡) 노마(野間)(아이치현(愛知県)미하마정(美浜町))의 오미도지(大御堂寺, 노마다이보(野間大坊), 헤이안 시대(平安時代) 말에 미나모토노 요시토모(源義朝)가 암살당한 장소로 보내져, 자결했다. 항년 26세, 목은 간베성에서는 받기를 거부당해, 검시(検視) 오쓰카 가자에몬(大塚俄左衛門)이 이세 세키정의 후쿠조지(福蔵寺)로 가지고 돌아갔다. 절에서는 수청을 만들어 후하게 애도했다.

## 인물
- 노부나가의 자식들 중에 가장 용모가 아버지와 닮았다고 하며, 영웅 100인 1수(英雄百人一首)에 그려진 초상화는(복장 제외하면)젊었을 때의 노부나가와 아주 비슷하다고 하였다.
- 당시의 자료에 의하면 그의 인물평은 높아 "사려가 깊고, 모든 사람에 대해서 예의가 바르며, 또 대단한 용사였다"(예수회연보(耶蘇会年報)), "노부타카도 또 장군의 아들로서, 지용이 뛰어났다"(텐쇼기)라고 기록되어 있다.

## 같이 보기
- 오다 노부나가
- 도요토미 히데요시
- 시바타 가쓰이에